# Història de Guatemala
Els primers documents històrics en què apareix escrit el nom de Guatemala són les cartes de relació que Pedro de Alvarado va enviar a Hernán Cortés el 1524. En la primera de les conegudes, datada a Utatlán l'11 d'abril de l'any esmentat. Alvarado relata el seu viatge des Soconusco i la paraula Guatemala apareix escrita 3 vegades. En la segona diu Alvarado que va partir d'Utatlán i que en dos dies va arribar a Guatemala. En aquesta carta relata les seves campanyes de conquesta en Atitlán, Escuintla, la Costa Sud oriental i Cuscatlán i diu que no va poder seguir la seva empresa. Hernán Cortés també esmenta la ciutat de Guatemala, en la seva carta de relació dirigida a Carles V, i datada a Mèxic el 15 d'octubre del mateix any 1524. Cortés es refereix a "unes ciutats de les quals feia molts que jo tinc notícies que es diuen Ucatlán i Guatemala".
En tres cartes esmentades, el nom de Guatemala s'escriu de la mateixa manera com es fa ara i que segurament és la castellanització del vocable Quauhtemalan «lloc de molts arbres», d'origen náhuatl, que era el nom amb el qual coneixien a la ciutat i nació cakchiquel els auxiliars mexicans que van acompanyar Alvarado i Cortés. Al segle XVI no hi va haver problema en escriure el nom Guatemala, encara que en algunes actes del Capítol de Santiago, recollides en el Llibre Vell, s'escriu Guatimala.
Guatemala és una república que ha passat diferents períodes històrics. Els seus primers habitants van crear la cultura maia. Posteriorment, va ser sacsejada per la guerra ocorreguda amb la conquesta espanyola. Al segle xix aconsegueix la seva independència amb la resta d'Amèrica Central, la qual va ser succeïda per guerres entre conservadors i liberals, que portarien a la desintegració de la Federació Centreamericana. Les disputes van continuar entre els dos grups fins a finals del segle xix, primer sota el poder dels conservadors i després dels liberals. Manuel Estrada Cabrera va ser el president que va aconseguir mantenir-se durant més temps en el poder.
Al segle XX va cessar la lluita liberal-conservadora. Durant aquest temps, Guatemala va ser sacsejada per disputes i guerres dins del context de la Guerra Freda. Primer, la Revolució de 1944, de caràcter socialista, posteriorment la contrarevolució de 1954, capitalista, que es desenvoluparia posteriorment en un període d'inestabilitat política, amb cops d'estat i eleccions fraudulentes entre aquests, paral·lel al moviment guerriller i a la lluita armada interna. Després de la transició a la democràcia, s'aconsegueix signar els Acords de Pau, i comença una nova època a Guatemala, caracteritzada per visió d'una millor Guatemala, però frustrada, en part, pel creixement de la delinqüència interna i la crisi econòmica mundial. Aquesta és la història d'un país que ha passat per una gran experiència, d'esplendor precolombí, d'invasió espanyola, de colònia, d'independència, d'unió centreamericana i secessió d'aquesta, de governs conservadors i liberals, capitalistes i socialistes, de revolucions, de guerra interna, de genocidi, de cops d'estat, intervenció estrangera, de democràcia, de pau, d'esplendor científic i literari, però que tot i les dificultats, segueix el seu camí de la història.

## Època prehispànica

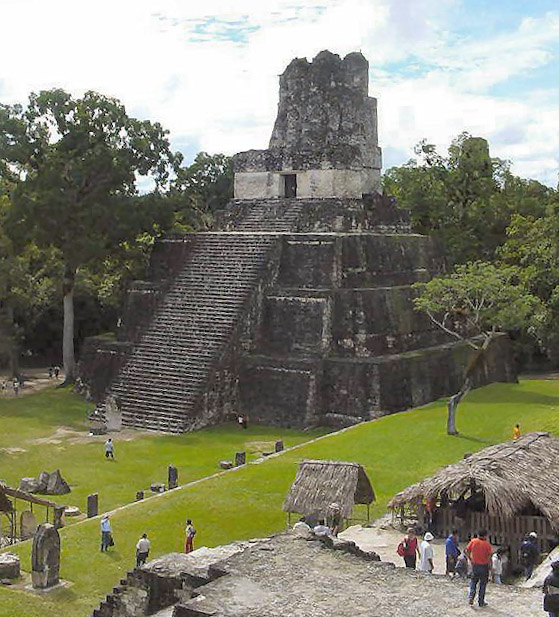
Temple de les Màscares, a Tikal.

Diferents grups van poblar Guatemala durant l'època també coneguda com a precolombina, però la més important va ser la civilització maia. Els maies van governar la major part de Petén, però van fer edificacions de temples i ciutats en les regions altes de Guatemala.
La civilització maia va florir en la major part del que avui és Guatemala i les seves regions circumdants, durant aproximadament 2.000 anys, abans de l'arribada dels espanyols. La seva història es divideix en tres períodes: pre-clàssic, clàssic i post-clàssic. És durant el període clàssic quan aquesta civilització té els seus principals avenços científics i culturals. No obstant això, el poble maia no acaba la seva història aquí, ja que avui dia encara poblen la regió. La major part de les grans ciutats maies de la regió del Petén i les terres baixes del nord de Guatemala, van ser abandonades al voltant de l'any 1000 aC. Els estats postclàssics de les terres altes centrals -com el Regne K'iche' de Q'umarkaj - però, prosperaven encara fins a l'arribada del conqueridor espanyol Pedro de Alvarado entre 1523 - 1527.
Els pobladors nadius de les terres altes de Guatemala, com els cakchiqueles, mam, quiché i tzutujiles, i els kek'chi a les terres baixes del nord guatemalenc encara formen una part significativa de la població guatemalenca.

## Època colonial
Va ser el 1523 quan els conqueridors espanyols van entrar per la seva part occidental (Actualment Quetzaltenago), provinents des de la Nova Espanya. Tots ells liderats pel capità i lloctinent Pedro de Alvarado. Enfrontant-se primer amb els k'iches i aliant-se després amb els cakchiqueles, va aconseguir fundar la seva primera vila el 25 de juliol de 1524 a prop d'Iximché, capital dels cakchiqueles, i li donaren per nom Ciudad de Santiago en honor del conegut Apòstol Major.
El 22 de novembre de 1527 es va traslladar la ciutat i aquesta va ser destruïda a la matinada de l'11 de setembre de 1541 per una allau de fang i pedres que provenia del cim del Volcán de Agua (Volcà Hunahpú, com el coneixien els indígenes) i sepultà a la que era llavors capital de la regió, i enterrà la ciutat amb la majoria dels seus habitants, on també va morir la primera Governadora que ha tingut Amèrica: Beatriz de la Cueva, vídua de Pedro de Alvarado. Això va obligar a traslladar-la de nou 6 quilòmetres més avall, a la Vall de Panchoy, en el que actualment és avui la Ciutat d'Antigua Guatemala. El 10 de març de 1543 l'Ajuntament va celebrar allà la seva primera sessió. La ciutat, ja en la seva tercera seu oficial, va conservar el mateix escut d'armes atorgat a Medina del Campo per Reial Cèdula el 28 de juliol de 1532. Também el 10 de març de 1566 el Rei Felip II la va condecorar amb el títol de "Molt Noble i Molt Lleial Ciutat". Va ser la tercera ciutat en importància a Amèrica després de Mèxic i Lima; d'allà va irradiar la cultura i va gaudir de ben merescut prestigi. Així es va iniciar al Període Colonial de Guatemala.
Durant aquest període colonial, que va durar gairebé 300 anys, Guatemala va ser una capitania general (Capitania General de Guatemala) que al seu torn depenia del Virregnat de la Nova Espanya (avui Mèxic). S'estenia des de la regió del Soconusco -ara al sud de Mèxic (estat de Chiapas) - fins a Costa Rica. Aquesta regió no va ser tan rica en minerals i metalls com Mèxic i el Perú. No obstant això, es va destacar principalment en la producció agrícola. Els seus principals recursos van ser la canya de sucre, el cacau, les fustes precioses i tinta d'anyil per tenyir tèxtils.
Els estudis universitaris apareixen a Guatemala des de mitjans del segle xvi, quan el primer Bisbe del regne de Guatemala, Francisco Marroquín, funda el Col·legi Universitari de Santo Tomás l'any 1562, amb la qual cosa es converteix en una de les primeres universitats del Nou Món.
El nouvingut president Martín de Mayorga va sol·licitar al monarca d'Espanya el 21 de juliol de 1775 el trasllat d'Antigua Guatemala sempre vulnerable a erupcions volcàniques, inundacions, i terratrèmols. Antigua havia estat destruïda per dos terratrèmols el 1773, però els romanents de la seva arquitectura espanyola colonial van ser conservats com un monument nacional. La Ciutat de Guatemala moderna fou oficialitzada com a quart assentament el 2 de gener de 1776, amb una primera sessió de l'ajuntament, pel governador de l'Audiència Matías de Gálvez y Gallardo sobre les bases de l'anomenat Establiment Provisional de l'Ermita. Per reial ordre donada a Aranjuez el 23 de maig de 1776 es va extingir el nom de Santiago i es va adoptar el de Nueva Guatemala de la Asunción, un nom que, amb el pas del temps, ha donat pas Ciutat de Guatemala, ciutat que ha aconseguit convertir-se amb els anys en la més gran i populosa de tot l'istme.

## Independència
La regió va seguir florint. Indústries com les de l'anyil, el cacau i la canya de sucre, van florir durant tot el període colonial de Guatemala, crearen grans riqueses i permeteren el desenvolupament d'altres indústries, l'auge de les quals es va perllongar fins a finals del segle xviii. En voler obrir altres opcions comercials i per interessos econòmics i polítics, l'elit criolla guatemalenca va declarar la seva independència de la Corona Espanyola el 15 de setembre de 1821. La nova república guatemalenca incloïa les regions del Soconusco, i el que ara són els països del Salvador, Hondures, Nicaragua, i Costa Rica. Els seus 1,5 milions d'habitants estaven concentrats en els seus centres urbans. En 1821, Guatemala va signar un acord fronterer amb el Regne Unit que autoritzava la creació de l'Hondures Britànica, que fou anul·lat per Guatemala en 1939 en no fer-se efectius els acords econòmics.
Els últims decennis del segle xviii van significar per a la corona espanyola un immens malbaratament d'energies -humanes i econòmiques- destinades a suportar i portar a bon terme repetits projectes bèl·lics en què es va veure embolicada. L'afany expansionista i els d'avenços polític-econòmics, havien col·locat Espanya en una situació bastant difícil: no era factible sucumbir davant el poder de les potències veïnes, però fer front a aquestes empreses bèl·liques li significava innombrables sacrificis humans i econòmics. D'altra banda, les seves vastes possessions d'ultramar eren de per si una altra gran empresa on havia d'invertir semblants energies i recursos, encara que de diverses maneres, així com vetllar per elles com un valuós tresor sobre el qual tenien posats els ulls propis i estranys. Un aspecte important que mereixia obligats esforços per part de l'alta burocràcia reial espanyola, així com els esforços i inversions ja assenyalats, era el tràfic comercial-marítim que sostenia la metròpoli i les seves colònies. Gràcies a ell, podia detectar el pols i ritme de les relacions entre ambdós continents. Aquesta inquietud real sobre el manteniment i conservació d'una relació contínua en l'àmbit comercial, pot explicar-se pels factors que la constituïen, com ho eren, d'una banda la riquesa en metalls preciosos i matèries primeres que Amèrica proporcionava, així com el mercat de consum que ella mateixa significava per als gèneres i productes peninsulars. Aquest intercanvi, la majoria de les vegades desigual per a les colònies ultramarines, suposava una línia considerable en l'economia real peninsular. D'aquí la seva constant vigilància i protecció, manifestada en tot un seguit de disposicions reials que -durant gairebé tres segles-guarden una línia clara de pensament: la conservació, en exclusivitat, del comerç amb les colònies com una cosa inherent i imaginable només per a la corona espanyola, sense arribar a considerar la ingerència en aquesta relació, d'altres nacions. La guerra sostinguda amb Anglaterra en els últims anys del segle xviii va plantejar difícils problemes a aquesta relació comercial, ja que les forces angleses coneixien bé els punts neuràlgics de l'economia espanyola i els van atacar frontalment.

## L'Imperi Mexicà i les Províncies Unides de l'Amèrica Central
Després d'un breu període d'incertesa política, el 5 de gener de 1822, les províncies centreamericanes van ser annexades a l'Imperi Mexicà, una idea d'Agustín de Iturbide per contrarestar l'expansió nord-americà. L'Imperi Mexicà va ser una monarquia que desembocà en una unió dels que eren habitants del Virregnat de Nova Espanya sota una bandera única, catòlica i poderosa. No obstant això un any més tard, l'imperi es va col·lapsar i militars republicans van instaurar una democràcia i un estat mexicà, Guatemala i les seves províncies es van separar d'ell, (exceptuant Chiapas i Soconusco, que romangueren al costat de Mèxic) declararen de nou la seva independència i passaren a formar les Províncies Unides de l'Amèrica Central el juliol de 1823.
Les Províncies Unides de l'Amèrica Central eren una iniciativa amb una Constitució democràtica, liberal i reformista. No obstant això els més conservadors no volien perdre el seu poder econòmic i social i des d'un principi hi va haver inestabilitat i desigualtat en les diverses regions. Rafael Carrera y Turcios de Guatemala va contribuir decisivament en l'organització de la rebel·lió contra el govern federal i la ruptura de la Unió (que desapareixeria el 1839), que entraria en una guerra civil (1838 - 1840) que acabaria amb la conformació de Guatemala com a estat independent, així com els estats centreamericans que avui dia coneixem.

## Finals delseglexix
Rafael Carrera Turcios (després de ser un dels principals artífexs de la ruptura de la unió democràtica de Províncies Unides d'Amèrica Central) governaria com a dictador de Guatemala des de 1851 fins a 1865, recolzat per conservadors, grans terratinents, i el clergat. Entre els seus èxits com a president cal ressaltar el fet que defensés el país de diverses invasions estrangeres, entre les quals hi ha la guerra contra la coalició invasora del Salvador i Hondures, la qual va ser derrotada en la batalla de la Arada. També en el govern de Carrera va tenir lloc l'expedició de conquesta nord-americà per part de William Walker al territori centreamericà, la qual va originar la Guerra Nacional contra els filibusters. Així mateix entre els seus últims anys de govern es va donar la Guerra de 1863 entre Guatemala i El Salvador.

### La Revolució Liberal de 1871
El general Justo Rufino Barrios va impulsar l'anomenada Reforma Liberal de 1871, conjuntament amb Miguel García Granados i intel·lectuals liberals com Lorenzo Montúfar, per tal de canviar el país, millorar el seu comerç, i introduir nous cultius i manufactures. Durant aquesta època, el cafè es va convertir en un cultiu important per a Guatemala, la qual cosa afavorí el capital crioll quetzaltec que no havia aconseguit els seus objectius durant l'efímer Sisè Estat. Barrios i els governs liberals també van tenir una política de forta ladinització dels pobles indígenes. Barrios acaba per lliurar Soconusco a Mèxic. Barrios tenia ambicions de reunificar Amèrica Central i va portar el país a la guerra en un intent fallit d'assolir aquesta fita; va morir en la batalla de Chalchuapa 1885. Començaria així una llarga llista de Presidents de Guatemala que serien dictadors.

## Segle XX
La United Fruit Company començà a esdevenir força principal a Guatemala el 1901 durant la llarga presidència dictatorial de Manuel Estrada Cabrera. El govern se subordinava sovint als interessos de la Companyia (una de les principals de Centreamèrica i que amb ajuda dels Estats Units tenia poder per canviar governs democràtics per titelles al seu servei). Mentre que la companyia ajudava amb la construcció d'algunes escoles, també obstaculitzava el comerç local. Així, es va oposar a la construcció de carreteres perquè això competiria amb el seu monopoli del ferrocarril. La UFC va controlar més del 40% de la terra del país i les instal·lacions del port. Aquesta situació es mantindria fins al 1944.

### Revolució d'Octubre
El 1944, un grup d'oficials militars dissidents, estudiants, i professionals liberals, anomenats els "Revolucionaris d'Octubre", van enderrocar al govern de Federico Ponce Vaides, substituint-lo per una junta composta pel major Francisco Javier Arana, el capità Jacobo Árbenz i Jorge Toriello Garrido, que poc després va convocar eleccions lliures i democràtiques que van ser guanyades pel professor i escriptor Juan José Arévalo Bermejo, que acabava de tornar de l'Argentina, on es trobava exiliat. Va ser el primer president elegit a Guatemala després de la tirania ubiquista (Jorge Ubico). El seu socialisme, inspirat en el New Deal americà, va ser molt criticat per la classe alta i els terratinents com a comunista.
Arévalo va impulsar moltes reformes i la creació de nombroses institucions. Entre elles hi ha el "Codi de Treball", l'Institut Guatemalenc de Seguretat Social (IGSS), el Ministeri d'Economia, la Junta Monetària, la Superintendència de Bancs, i el Banc de Guatemala entre d'altres.
Les reformes iniciades per Arévalo van ser continuades pel seu successor, Jacobo Árbenz Guzmán, guanyador de les eleccions següents.
El seu projecte fou una reforma agrària que buscava augmentar la productivitat de les terres i el nivell de vida dels camperols. Arbenz proposava l'expropiació de les terres improductives i la seva aparent cessió en usdefruit a camperols, atacant de manera frontal i basant-se en expropiacions la United Fruit Company.
La United Fruit Company va buscar l'ajuda del president Eisenhower, amb l'argument que Arbenz havia legalitzat el Partit Guatemalenc del Treball. El 1952 se'l va presentar com un comunista perillós. En resposta, la CIA, va organitzar l'Operació PBSUCCESS, que consistia en l'entrenament i finançament d'un exèrcit rebel paramilitar (Moviment d'Alliberament). Aquest Moviment entrà per la República d'Hondures i va donar el cop d'estat de 1954 que enderrocà Arbenz, el qual va fugir exiliat a Cuba, El Salvador i finalment a Mèxic on mor. Consumat el cop, va assumir la Prefectura de l'Estat el coronel Carlos Castillo Armas.

## Final del segle XX

### Dictadures vs. guerrilles d'esquerra
El coronel Castillo Armas va ser assassinat i va prendre el poder el general Ydígoras Fuentes el 1958. En resposta al govern cada vegada més autocràtic de Ydígoras, un grup d'oficials militars menors es va aixecar en armes el 1960. Quan van fracassar, diversos van fugir i van establir llaços estrets amb Cuba. Aquest grup es va convertir en el nucli de les forces armades insurgents que lluitarien contra el govern militar durant els 36 anys següents.
Quatre grups guerrillers d'esquerra -l'Exèrcit Guerriller dels Pobres (EGP), l'Organització Revolucionària del Poble en Armes (ORPA), les Forces Armades Rebels (FAR), i el Partit Guatemalenc de Treball (PGT) - van realitzar sabotatges econòmics i van prendre com a blanc d'atacs armats les instal·lacions del govern i els membres de les forces de seguretat estatal. Aquestes organitzacions es combinarien per formar la Unidad Revolucionaria Nacional Gutemalteca (URNG) el 1982. Alhora, grups d'extrema dreta de vigilants autoproclamats, fins i tot l'Exèrcit Secret Anticomunista (ESA) i la Mà Blanca, torturaren i assassinaren estudiants, professionals, i camperols sospitosos de participar en activitats esquerranes.
El govern d'Ydígoras Fuentes acabaria al març de 1963 bruscament a mans del coronel Enrique Peralta Azurdia després d'un cop d'estat. Els últims governs militars havien tractat d'invertir en educació, pagament de salaris a funcionaris, cases per a la classe mitjana. Quan això va començar a assolir-se, Enrique Peralta Azurdia es va retirar de la política el 1966 després d'establir les bases d'un retorn democràtic.

### 1966-1982, 16 anys de conflicte i militars
Poc temps després hi va haver eleccions democràtiques i va ser elegit president Julio César Méndez Montenegro el 1966. Per bé que al principi semblava haver-se aconseguit una democràcia transparent i preocupada per l'educació, habitatge i infraestructures per sectors necessitats de la societat, l'exèrcit va llançar una forta campanya contra la insurgència que va trencar en gran part el moviment guerriller en el camp. Així mateix, el partit en el poder, l'anomenat "Partit Revolucionari" va desenvolupar les seves pròpies estructures de poder paramilitar (Centurions) i va carregar contra organitzacions socials, sindicals, universitàries i camperoles. S'inicia així, el període que ara s'ha anomenat "conflicte armat intern", per raons de "política correcta".
Les organitzacions guerrilleres (FAR, MR13NOV) van concentrar, llavors, els seus atacs a la Ciutat de Guatemala, on van segrestar i més tard van assassinar diverses figures importants, incloent l'ambaixador nord-americà John Gordon Mein el 1968. Entre 1970 i 1982 hauria des de llavors una sèrie de governs militars o controlats a l'ombra per militars, 36 anys de conflictes civils. El primer va ser el del general Carlos Manuel Arana Osorio (1970-1974) i després va continuar amb el General Kjell Eugenio Laugerud García que va haver d'afrontar problemes relacionats amb el terratrèmol de 1976 i de la conservació de monuments nacionals.
El 23 de març de 1982 va veure l'inici de l'etapa més cruenta i sagnant en la història de la repressió social a Guatemala. Quan el general Rios Montt va donar un cop d'estat contra el govern del general Romeo Lucas García.
Ríos Montt era en aquesta època, pastor a l'església evangèlica protestant "Església de la Paraula". En el seu discurs inaugural, va declarar que la seva presidència era resultat de la voluntat de Déu. Tenia un fort suport de l'administració de Ronald Reagan dels Estats Units. Va formar una junta militar de tres membres que va anul·lar la constitució 1965, va dissoldre el Congrés, va suspendre els partits polítics i va anul·lar la llei electoral. Després d'uns mesos, Ríos Montt va acomiadar als seus col·legues de junta i va assumir de facto el títol de "President de la República", governant en solitari.
Les forces guerrilleres i els seus aliats esquerrans van denunciar Ríos Montt. Aquest va procurar derrotar els guerrillers amb accions militars i reformes econòmiques. En paraules seves, "fusiles y frijoles" (fusells i fesols). Al maig de 1982, la Conferència de Bisbes Catòlics va acusar Ríos Montt de la responsabilitat de conrear la militarització del país i continuar les massacres de civils per mitjans militars.
El govern va començar a formar patrulles d'autodefensa civil (PAC). La participació era en teoria voluntària, però en la pràctica, molts guatemalencs, sobretot al nord-oest, no tenien cap altra opció, només unir-se a les PAC o als guerrillers. L'exèrcit de reclutes de Ríos Montt i les PAC van recobrar essencialment tot el territori guerriller - l'activitat guerrillera va disminuir i va ser en gran part limitada a operacions de colpejar i fugir. No obstant això, Ríos Montt va aconseguir aquesta victòria parcial amb un enorme cost de morts civils.
La breu presidència de Ríos Montt fou probablement el període més violent del conflicte de 36 anys, que va resultar en aproximadament 200.000 morts de civils, majoritàriament indígenes desarmats. Per bé que els guerrillers esquerrans i els "esquadrons de la mort" formats per dretans i membres de forces militars i paramilitars del país també es van dedicar a realitzar massacres, desaparicions forçades, i tortures de no combatents, la majoria de les violacions als drets humans van ser realitzades pels militars guatemalencs i les PAC que ells controlaven. El conflicte s'ha descrit en gran detall en els informes de la Comissió d'Esclariment Històric (CEH) i l'Oficina de Drets Humans de l'Arquebisbat de Guatemala (ODHAG). La C.E.H. estima que les forces de govern van ser responsables del 93% de les violacions, la ODHAG abans va estimar que les forces de govern eren responsables del 80%.
El 8 d'agost de 1983, Ríos Montt va ser deposat pel seu propi ministre de defensa, general Oscar Humberto Mejía Víctores, que li va succeir com a president de facto de Guatemala. Mejía va justificar el seu cop, dient que "els fanàtics religiosos" abusaven de les seves posicions en el govern i també a causa de "la corrupció oficial". Set persones van ser mortes durant el cop, tot i que Ríos Montt va sobreviure per fundar un partit polític -el populista Front Republicà Guatemalenc (FRG)-, i resultà electe com a President del Congrés el 1995 i 2000. La consciència en els Estats Units sobre el conflicte a Guatemala, i la seva dimensió ètnica, es va incrementar amb la publicació el 1983 del relat autobiogràfic "Em dic Rigoberta Menchú i així va néixer la meva consciència"; Rigoberta Menchú seria guardonada més tard (1992) amb el Premi Nobel de la Pau pel seu treball a favor d'una justícia social més àmplia i la inclusió dels pobles indígenes de Guatemala i de tot el món en els assumptes relatius al seu propi futur.
El General Mejía va permetre un retorn controlat de la democràcia a Guatemala Va començar amb una elecció l'1 de juliol de 1984 per una Assemblea Constituent per redactar una constitució democràtica. El 30 de maig de 1985, després de 9 mesos del debat, l'Assemblea Constituent va acabar de redactar una nova constitució, que va entrar en vigor immediatament. Vinicio Cerezo, un polític civil i el candidat a president del partit Democràcia Cristiana, va guanyar la primera elecció celebrada sota la nova constitució amb gairebé el 70% dels vots, i va prendre possessió del càrrec el 14 de gener de 1986.

### 1986-2001, democràcia i inestabilitat
Després de la seva presa de possessió, el gener de 1986, el president Cerezo va anunciar que les seves prioritats serien acabar la violència política i establir el govern de llei. Les reformes van incloure noves lleis de l'habeas corpus i empara (protecció ordenada per tribunal), la creació d'un comitè legislatiu de drets humans, i l'establiment en 1987 de l'Oficina del Procurador de Drets Humans. La Cort Suprema també va emprendre una sèrie de reformes per lluitar contra la corrupció i millorar l'eficàcia de sistema legal.
Amb l'elecció de Cerezo, els militars es van allunyar del govern i van tornar al paper més tradicional de proporcionar seguretat interna, específicament en la lluita contra insurgents armats. Els primers dos anys de l'administració de Cerezo es van caracteritzar per una economia estable i una disminució important en la violència política. El personal militar insatisfet va fer dos intents de cop el maig de 1988 i maig de 1989, però el comandament militar va recolzar l'ordre constitucional. El govern va ser fortament criticat per la seva falta de voluntat per investigar o perseguir casos de violacions als drets humans.
Els últims dos anys del govern de Cerezo també van ser marcats per problemes d'enfrontaments polítics i de vagues gremials, particularment la dels mestres, que reclamaven augments salarials. D'altra banda, la CEPAL assenyala al govern de Cerezo per haver aconseguit l'únic creixement permanent en els últims 50 anys de Guatemala, pujant d'una recessió de -2% del PIB en l'època de la guerra a un +4% de creixement del PIB quan va lliurar el governs el 1991. El govern de Cerezo va ser el primer després de dictadures i fraus militars, de manera que el repte més important va consistir en l'establiment de la institucionalitat democràtica, a més d'enfrontar la problemàtica de la guerra. Per a això Cerezo va promoure, no només per a Guatemala, sinó a Centreamèrica, els Acords d'Esquipulas I i II, que van establir el Procediment per buscar la Pau Ferma i Duradora. A l'Administració de Cerezo i la Democràcia Cristiana se li atribueix la institucionalitat democràtica, la modernització econòmica i també aportacions significatives en l'etapa democràtica que es va iniciar amb la seva administració.
L'11 de novembre de 1990 es van fer eleccions parlamentàries i presidencials. Després d'una votació de desempat, Jorge Serrano va assumir la presidència el 14 de gener de 1991, i es completà així la primera transició d'un govern civil electe democràticament a un altre. Com que el seu partit, el Moviment d'Acció Solidària (MAS) va guanyar només 18 dels 116 seients del Congrés, Serrano va signar una feble aliança amb els Demòcrates Cristians i la Unió del Centre Nacional (UCN).
El resultat de l'administració de Serrano va ser mixt. Va tenir èxit a consolidar el control civil sobre l'exèrcit, reemplaçant alguns oficials i persuadint a l'exèrcit per participar en els diàlegs de pau amb la URNG va donar el pas, políticament impopular, de reconèixer la sobirania de Belize en 1991. El govern de Serrano va revertir el desgavell econòmic que va heretar, va reduir la inflació i va reforçar un creixement real.
El 25 de maig de 1993, Serrano va dissoldre il·legalment el Congrés i la Cort Suprema i va tractar de restringir les llibertats civils, segons afirmava per lluitar contra la corrupció. L'autocop va fracassar a causa de protestes unificades i fortes per la majoria d'elements de la societat guatemalenca, la pressió internacional, i la imposició de l'exèrcit sobre les decisions del Tribunal de la Constitucionalitat, que va governar contra l'intent de cop. Davant aquesta pressió, Serrano va fugir el país.
El 5 de juny de 1993, el Congrés, d'acord amb la constitució de 1985, va triar al procurador de Drets Humans, Ramiro de León Carpio, per tal de completar el període presidencial de Serrano Elías. De León, no era membre de cap partit polític i no tenia una base política, però gaudia d'un fort suport popular. Va llançar una ambiciosa campanya anticorrupció per "purificar" el Congrés i la Cort Suprema, exigint les renúncies de tots els membres dels dos cossos.
Malgrat la resistència considerable del Congrés, la pressió presidencial i popular va conduir a un acord el novembre de 1993 entre l'administració i el Congrés, amb la mediació de l'Església Catòlica. Aquest paquet de reformes constitucionals va ser aprovat pel referèndum popular el 30 de gener de 1994. L'agost de 1994 es va elegir un nou Congrés per completar el període no vençut. Controlat pels partits anticorrupció -el FRG, encapçalat per l'ex-General Ríos Montt, i el centre-dretà Partido de Avance Nacional (PA) - el nou Congrés va intentar allunyar-se de la corrupció que va caracteritzar als seus precursors.
Sota el govern de De León, el procés de pau, ara amb la participació de les Nacions Unides, va prendre la nova vida. El govern i la U.R.N.G. van signar acords sobre drets humans (març de 1994), el restabliment de persones desplaçades (juny de 1994), aclariment històric (juny de 1994), i drets indígenes (març de 1995). També van fer un progrés significatiu sobre un acord socioeconòmic i agrari.
Les eleccions nacionals per a president, el Congrés, i oficines municipals es van celebrar el novembre de 1995. Amb gairebé 20 partits competint a la primera ronda, l'elecció presidencial va arribar fins a un desempat el 7 de gener de 1996 en el qual el candidat del PA, Álvaro Arzú va derrotar Alfonso Portillo del FRG només per un 2% dels vots. Arzu va guanyar per la seva força a la Ciutat de Guatemala, on havia servit abans com a alcalde, a més de l'àrea urbana circumdant. Portillo va guanyar en tots els departaments rurals excepte El Petén. Sota l'administració d'Arzú es van concloure les negociacions entre el govern i la URNG. El desembre de 1996, el govern va signar els acords de pau, que acabaven un conflicte de 36 anys. La situació dels drets humans també va millorar durant el govern d'Arzú, i es van prendre mesures per reduir la influència dels militars en assumptes nacionals.
Guatemala va tenir eleccions presidencials, legislatives, i municipals el 7 de novembre de 1999, i un desempat d'elecció presidencial el 26 de desembre. A la primera ronda el F.R.G. va guanyar 63 de 113 seients legislatius, mentre el PA va guanyar 37. L'Aliança Nova Nació (ANN) va guanyar 9 seients legislatius, i tres partits minoritaris van guanyar els restants quatre. En el desempat del 26 de desembre, Alfonso Portillo (FRG) va guanyar el 68% dels vots contra 32% per Óscar Berger (PA). Portell va guanyar en 22 departaments i en la Ciutat de Guatemala, que era considerada la fortalesa del PA.
Portillo va ser criticat durant la campanya per la seva relació amb el president del FRG, l'ex-General Ríos Montt, el president de facto de Guatemala en 1982-83. Molts acusen que algunes de les pitjors violacions de drets humans del conflicte van ser comeses durant el govern de Ríos Montt. No obstant això, l'impressionant triomf electoral de Portillo, amb dues terceres parts del vot en la segona ronda, manifestava un clam del poble per un mandat que realitzés el seu programa de reforma.
El president Portillo va prometre mantenir llaços forts amb els Estats Units, va augmentar la cooperació amb Mèxic, i va participar activament en el procés d'integració a Amèrica Central i l'Hemisferi Occidental. Va jurar donar suport a la liberalització contínua de l'economia, va augmentar la inversió en capital humà i infraestructures, establir un banc central independent, i incrementar els ingressos per la imposició de recaptacions fiscals més estrictes, en comptes d'augmentar impostos. Portillo també va prometre seguir el procés de pau, designar un ministre de defensa civil, reformar les forces armades, substituir el servei de seguretat militar presidencial per un civil, i reforçar la protecció dels drets humans. Va designar un gabinet pluralista, fins i tot amb membres indígenes i altres no afiliats al FRG, el partit governant.

## Segle XXI
El progrés en la realització de l'agenda de reforma de Portillo va ser lent durant el seu primer any en funció. Com consegüent, el suport públic al govern es va enfonsar gairebé a nivells rècord a principis de 2001. Encara que l'administració avançava sobre aquestes qüestions, com la presa de la responsabilitat estatal en casos passats de drets humans i donar suport als drets humans en fòrums internacionals, va deixar de mostrar avanços significatius en el combat a la impunitat en casos passats de drets humans, reformes militars, un pacte fiscal per ajudar a finançar la realització de pau, i la legislació per augmentar la participació política.
Enfrontat a una alta taxa de criminalitat, un problema de corrupció pública, assetjament i intimidació per part de desconeguts a activistes de drets humans, treballadors judicials, periodistes i testimonis en processos de drets humans, el govern va iniciar seriosos intents d'obrir un diàleg nacional el 2001 per parlar dels considerables desafiaments que afronta el país.
El juliol de 2003, les manifestacions feren estremir la capital, i forçaren el tancament de l'ambaixada dels Estats Units, quan simpatitzants de Ríos Montt clamaren que les corts nacionals eliminessin una prohibició contra antics líders colpistes (com Ríos Montt) de manera que aquest pogués participar com a candidat presidencial a les següents eleccions.
El 2004 va prendre el càrrec Óscar Berger Perdomo. El país es trobava immers en la pobresa, corrupció i crim sense mesura denunciat per l'ONU. S'inicia l'ampliació de l'aeroport L'Aurora, que arriba per primera vegada a certificació A, es remodelen els aeroports Mundo Maya (Internacional), San José (Internacional, com altern de l'Aurora), Quetzaltenango, Puerto Barrios, Coatepeque, Huehuetenango. Es revitalitza bona part de la infraestructura viària, incloent l'ampliació de la CA-9 en la seva primera fase (col·laboració del govern de Taiwan), carretera a Antigua Guatemala, s'inicia l'amplició de la carretera dels Alts, l'ampliació de la Carretera al Salvador des de la cruïlla a Santa Elena Barillas fins a Barberena, arranjament de la ruta a l'Atlàntic.
El 2008 va prendre el càrrec Álvaro Colom Caballeros del partit polític de centreesquerra Unidad Nacional de la Esperanza (UNE) després de vèncer Otto Pérez Molina amb un avantatge de 5,36%, segons les xifres del tribunal electoral. Va ser un dels dos candidats a assolir la segona volta de l'elecció presidencial de Guatemala el 9 de setembre de 2007 juntament el candidat del Partit Patriota, Otto Pérez Molina.
L'11 novembre del 2011 Otto Pérez Molina va guanyar les eleccions sobre Manuel Baldizón.

### Caiguda del govern d'Otto Pérez Molina
El 2015 es va acabar el govern d'Otto Pérez Molina i la seva vicepresidenta, Roxana Baldetti abans de culminar-se el seu mandat degut a la pressió popular després que es conegués que els dos estaven involucrats en l'afer de corrupció aduanera protagonitzat per l'estructura aduanera coneguda com La Ĺínea.
La crònica dels fets coneguts com a Primavera Guatemalteca, en la que cau el govern d'Otto Pérez és:
- 3 de març de 2015: Quan el vicepresident estatunidenc, Joseph Biden va visitar Guatemala, es va negar a reunir amb la vicepresidenta, Roxana Baldetti abans d'entrevistar-se amb el president Otto ṔPérez, contràriament al que mana el protocol. El govern americà es pronuncià a favor que a Guatemala hi continués treballant la CIGIC (Comissió Internacional contra la Impunitat a Guatemala), comissió a la que s'hi havien oposat Pérez i Baldetti.
- 16 d'abril de 2015: El Ministeri Públic i la CIGIC fan pública l'estructura de frau anomenada La Línea, encapçalada pel secretari personal de la vicepresidenta Baldetti, Juan Carlos Monzón quan Baldetti i Monzón estaven de viatge a Corea del Sud. El dia 17 Monzón és remogut del seu càrrec i torna a Guatemala d'incògnit.
- 25 d'abril: A la Ciutat de Guatemala s'hi viu una primera manifestació massiva contra la corrupció en la que es demana que Baldetti renuncii al seu càrrec, cosa que fa el 8 de maig després que el Congrés de la República votés a favor del judici contra la Línea. El 14 de maig, Alejandro Maldonado fou elegit nou vicepresident.
- 9 de juliol: Es va detenir el marit de la filla d'Otto Pérez, Gustavo Martinez per tràfic d'influències.
- 21 d'agost: Roxana Baldetti fou detinguda després que el dia anterior el Ministeri Públic allanés la seva casa i es va aprovar l'avant-judici contra el President Pérez. El 22 d'agost van dimitir els ministres d'economia i d'educació i el 23 ho feu el de salut. Aquest mateix dia Otto Pérez fa fer un missatge a la nació demanant perdó, però en el que va dir que no renunciaria.
- 27 d'agost: Hi ha una Aturada General de la nació promoguda des de les xarxes socials i una manifestació que demanava la dimissió del president.
- 1 de setembre: El Congrés li va retirar la immunitat al President de manera unànime.
- 2 de setembre: Otto Pérez renuncia a la Presidència de Guatemala i el 3 de setembre és empresonat de manera preventiva i el seu Vicepresident, Alejandro Maldonado Aguirre és investit com a nou president.